# Fredi Bobic
Fredi Bobic, slovinsky Fredi Bobič, chorvatsky Fredi Bobić (* 30. říjen 1971, Maribor) je bývalý německý fotbalista slovinského a chorvatského původu. Hrával na pozici útočníka.
S německou reprezentací získal zlatou medaili na mistrovství Evropy 1996. Hrál i na Euru 2004. Celkem za národní tým odehrál 37 utkání, v nichž vstřelil 10 gólů.
S Borussií Dortmund se stal mistrem Německa (2001/02), s VfB Stuttgart vyhrál německý pohár (1996/97). V dresu HNK Rijeka získal chorvatský pohár (2005/06).
V sezóně 1995/96 se stal se 17 brankami nejlepším střelcem německé Bundesligy.
Po skončení hráčské kariéry se dal na trenérskou dráhu.